# Palazzo Ape Museo
Il palazzo Ape Museo, già palazzo della Banca d'Italia, è un edificio dalle forme rinascimentali e neorinascimentali, situato in strada Farini 32A a Parma; costituisce la sede dell'APE Parma Museo della Fondazione Monteparma.

## Storia
Sul luogo del palazzo, in corrispondenza dello spigolo tra gli odierni piazzale Sant'Apollonia e strada Farini, sorgeva già in epoca medievale un importante edificio privato.
In seguito il fabbricato, dotato di un cortile interno, fu probabilmente ampliato verso sud, inglobando una dimora più stretta affacciata su un vicolo cieco, fino a formare un unico ampio palazzo a corte; la più antica testimonianza della sua esistenza risale ai primissimi anni del XVII secolo, quando la sua pianta fu raffigurata nella carta topografica della città di Parma di Smeraldo Smeraldi.
L'edificio, di aspetto rinascimentale, fu successivamente ingrandito sul retro, accorpando un fabbricato a est con cortile; in epoca ignota la proprietà pervenne ai conti Pettorelli, che ne risultavano titolari almeno nel 1767.
Tra la fine del XVIII e gli inizi del XIX secolo il palazzo fu acquistato dalla ricca famiglia Ortalli; l'ultimo discendente, Mattia, intorno alla metà del secolo fece decorare alcuni ambienti del fabbricato; alla sua morte nel 1889, per sua volontà ogni suo bene passò alla diocesi di Parma.
Pochissimi mesi dopo, l'edificio fu acquistato dalla Banca Popolare Cooperativa Parmense, che lo trasformò nella propria sede e aprì un nuovo portale d'ingresso su piazzale Sant'Apollonia. Nel 1906, in seguito al fallimento dell'istituto di credito, il palazzo, acquisito inizialmente dalla Cassa di Risparmio di Parma, dopo breve tempo fu comprato dalla Banca d'Italia, intenzionata a destinarlo a propria sede provinciale; furono quindi avviati i primi lavori di risistemazione, che comportarono la copertura con una vetrata dell'ampia corte, allo scopo di ricavare il salone per il pubblico, e la trasformazione di vari ambienti interni in camere blindate.
Tra il 1937 e il 1940 furono eseguiti nuovi interventi di ristrutturazione, con la demolizione e ricostruzione degli edifici sul retro, il sopralzo di un piano di tutto il palazzo e la sistemazione delle facciate in forme neorinascimentali.
Nel 2015, in seguito alla chiusura della sede parmigiana della Banca d'Italia, il fabbricato fu acquistato dalla Fondazione Monteparma, con l'intenzione di trasferirvi la propria sede; l'ente avviò i lavori di ristrutturazione dell'intero palazzo, che furono completati agli inizi di giugno 2018 con la solenne inaugurazione dell'APE Parma Museo.

## Descrizione

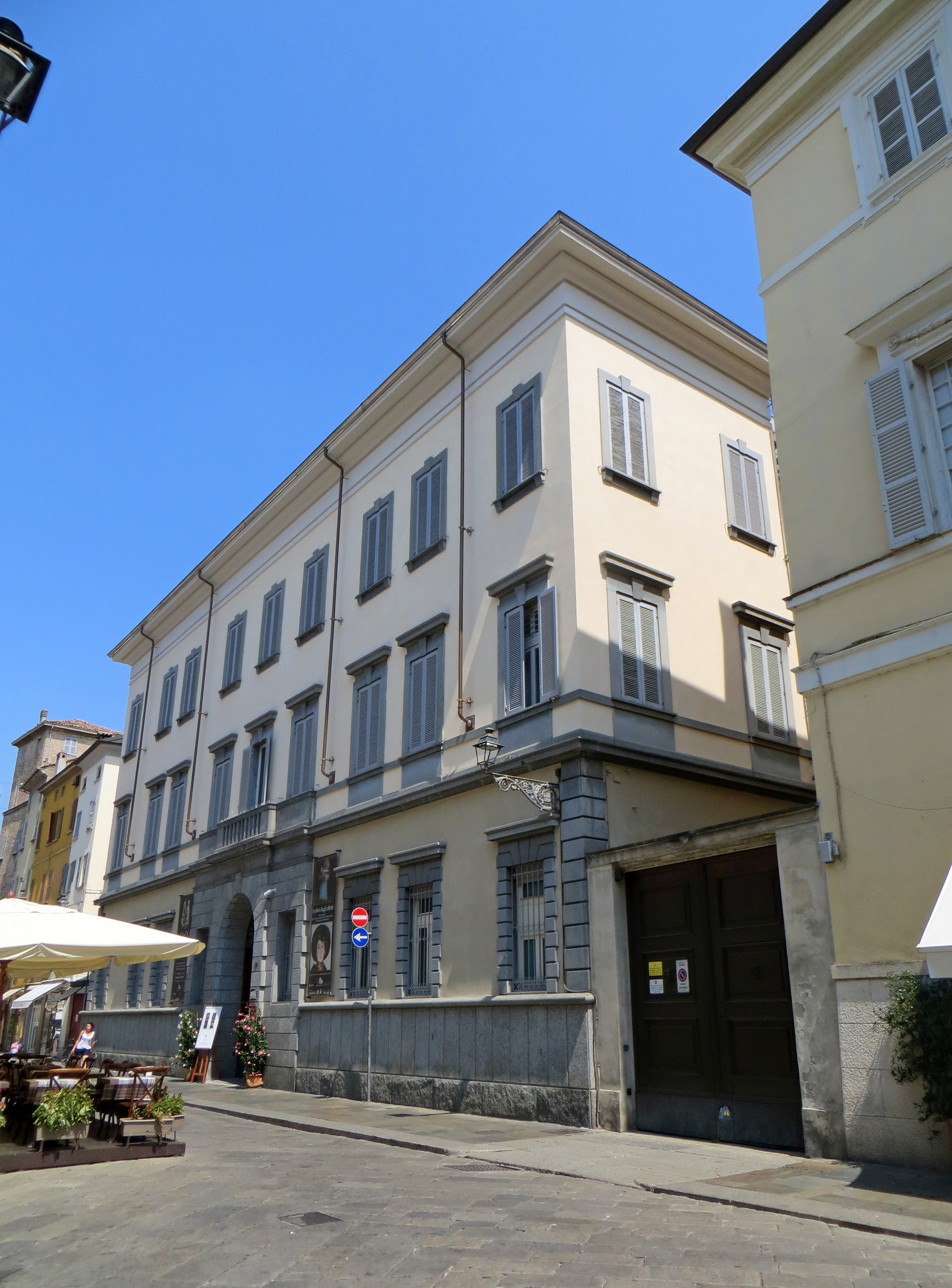
Facciata e angolo sud-ovest

L'ampio palazzo si sviluppa su un impianto pressoché rettangolare intorno a due cortili interni, occupando un intero isolato.
La simmetrica facciata principale, quasi interamente intonacata come il resto dell'edificio, si erge su tre livelli fuori terra; inferiormente si erge un basamento a bugnato in lastre di pietra, che rivestono anche la porzione centrale del piano terra, ove si trovano il grande portale centrale d'ingresso ad arco a tutto sesto e due finestre ai suoi fianchi; le altre aperture del livello terreno sono inquadrate da ampie cornici in bugnato e sormontate da architravi in aggetto. Il piano nobile, scandito da quello inferiore da una doppia fascia marcapiano, è caratterizzato dalla presenza di una portafinestra centrale, chiusa da una balaustra in pietra; tutte le aperture dello stesso livello sono inquadrate da cornici lisce e coronate da architravi in rilievo. Il piano superiore si affaccia all'esterno attraverso una serie di finestre delimitate da cornici lisce, mentre in sommità si allunga un massiccio cornicione in aggetto.
Il prospetto settentrionale, affacciato su piazzale Sant'Apollonia, presenta decorazioni analoghe alla facciata su strada Farini. In corrispondenza dell'angolo nord-est del lotto si erge, in continuità con l'edificio principale, un'ala più bassa, eretta tra il 1937 e il 1940 anch'essa in stile neorinascimentale; la palazzina, interamente intonacata, è caratterizzata dalla presenza di decorazioni in finto bugnato sugli spigoli e nelle cornici dei portali d'ingresso e delle finestre di entrambi i piani.
All'interno l'androne, coperto da una volta a botte lunettata, dà accesso alla reception, alle sale espositive temporanee del museo e al grande spazio multifunzionale centrale, ricavato dal salone per il pubblico della Banca d'Italia. Vari ambienti, decorati per volere degli antichi proprietari, conservano i dipinti e gli stucchi sulle volte; di pregio risulta in particolare il salone d'angolo del livello terreno, ornato con affreschi ottocenteschi raffiguranti le allegorie della Musica, della Letteratura, della Pittura e dell'Architettura. Altri locali, trasformati in camere blindate nella prima metà del XX secolo, mantengono varie tracce della preesistente funzione bancaria.
Al piano nobile trovano spazio un ampio auditorium e le sale espositive permanenti, mentre gli ambienti del seminterrato ospitano i depositi del museo. Il secondo piano e il sottotetto, accessibili attraverso l'ingresso laterale, sono infine destinati a residenze private.